# Eyvind Wichmann
Eyvind Hugo Wichmann (* 30. Mai 1928 in Stockholm; † 16. Februar 2019 in Berkeley) war ein US-amerikanischer theoretischer Physiker.

## Leben
Wichmann studierte in Finnland (Technische Hochschule, Abschluss 1950) und an der Columbia University mit dem Master-Abschluss 1953 und der Promotion 1956. Von 1955 bis 1957 war er am Institute for Advanced Study. 1957 wurde er Assistant Professor und 1967 Professor für Physik an der University of California, Berkeley. 1993 wurde er emeritiert.
Er befasste sich mit Quantenfeldtheorie und Quantenelektrodynamik (sowohl in konkreten Problemen der Teilchenphysik als auch in Axiomatischer QFT, in der er 1975 eine Verbindung zur Tomita-Takesaki-Theorie schlug) und war bekannt als Autor des Bandes Quantenphysik im Berkeley-Physik-Kurs. 
Er war Mitglied der Finnischen Akademie der Wissenschaften. 1961 bis 1963 war er Sloan Research Fellow. Er war Fellow der American Physical Society.

## Schriften
- Quantum Physics. Berkeley Physics Course, Band 4, McGraw Hill, 1971.
  - Deutsche Ausgabe: Quantenphysik. 3. Auflage, Vieweg, 1989.